# Surface de dernière diffusion
Pour les articles homonymes, voir Surface.

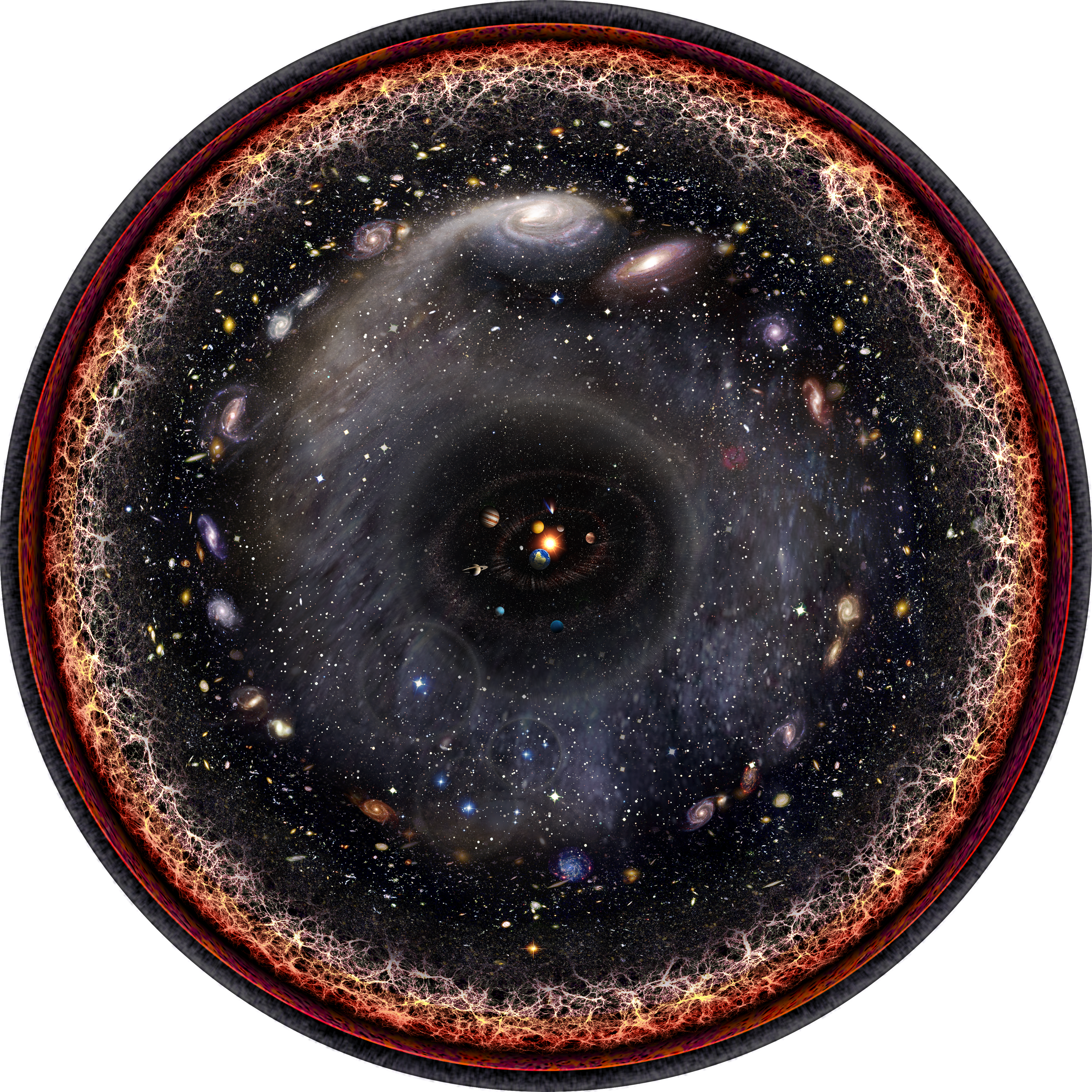
Représentation à l'échelle logarithmique de l'Univers observable. La surface de dernière diffusion apparaît à la périphérie de l'image.

La surface de dernière diffusion est la région de l'espace d'où a été émis le rayonnement électromagnétique le plus ancien de l'Univers que l'on observe aujourd'hui, le fond diffus cosmologique. Ce rayonnement a été émis environ 380 000 ans après le Big Bang, il y a environ 13,7 milliards d'années. La surface de dernière diffusion est une région sphérique centrée sur l'observateur. C'est la région la plus éloignée de l'Univers actuellement accessible aux observations. Elle marque donc la frontière de l'Univers observable. L'observateur perçoit cette surface dans l'état où elle était au moment où a été émis le rayonnement qui parvient à cet observateur.

## Pourquoi y a-t-il une «dernière diffusion»?
À ses premiers instants, l'Univers est extrêmement dense et chaud. L'énergie sous forme de rayonnement électromagnétique est donc immense. Cependant, l'Univers reste opaque à celui-ci : tout photon est presque immédiatement absorbé par la matière environnante. À ces époques-là, la grande majorité des photons interagit principalement avec les électrons qui circulent librement dans l'Univers, car ceux-ci ne sont pas encore liés aux noyaux atomiques. À mesure que le temps passe, l'Univers, qui est en expansion, se refroidit et devient moins dense. Lorsqu'une certaine température est atteinte, les électrons libres commencent à se combiner aux noyaux atomiques pour former les premiers atomes. À ce moment-là disparaît très brusquement la principale source d'interaction entre photons et matière, les électrons, car une fois liés aux noyaux atomiques, ceux-ci interagissent très peu avec le rayonnement. L'Univers devient alors brutalement transparent à la lumière, c'est ce que l'on appelle la recombinaison. Juste avant la recombinaison, les interactions entre photons et électrons se font par diffusion Thomson. Pour un photon donné, les interactions incessantes avec les électrons qui ont lieu avant la recombinaison cessent brutalement, faute d'électrons libres. Les photons se mettent alors à voyager en ligne droite. Ils ont interagi avec les électrons, ou diffusé une dernière fois au moment de la recombinaison, d'où le terme de « dernière diffusion ».

## Localisation de la surface de dernière diffusion
Contrairement à ce que son nom suggère, la surface de dernière diffusion n'est pas une région qui possède des propriétés particulières (comme la surface d'une étoile, d'où part son rayonnement), mais plutôt l'ensemble des points de l'Univers observable d'où ont été émis les photons du fond diffus cosmologique à la recombinaison et que l'on reçoit aujourd'hui. Ces points correspondent à ceux situés à une distance telle que la lumière a mis environ 13,7 milliards d'années (temps écoulé entre l'époque d'émission du fond diffus cosmologique et maintenant, correspondant à l'âge de l'Univers) pour parvenir jusqu’à nous en voyageant en ligne droite. Comme l'Univers est homogène et isotrope, ces points sont tous situés à distance identique de l'observateur : la surface de dernière diffusion est une sphère dont le centre est l'observateur.
La distance qui nous sépare aujourd'hui de la surface de dernière diffusion est d'environ 43 milliards d'années-lumière, soit plus de trois fois la distance qu'a parcouru la lumière du fond diffus cosmologique entre son époque d'émission et maintenant. Elle était de seulement 40 millions d'années-lumière à l'époque où le rayonnement a été émis. Le rapport entre ces deux distances donne la valeur du décalage vers le rouge qu'a subi le fond diffus cosmologique entre son émission et sa réception : environ 1 100. Cela signifie que les distances étaient à l'époque 1 100 fois plus petites, et que l'Univers était à l'époque environ un milliard de fois (1 1003) plus dense qu'il ne l'est aujourd'hui. La température du fond diffus cosmologique était 1 100 fois plus élevée que sa valeur actuelle (2,7 K), soit environ 3 000 K. Le fait que le fond diffus cosmologique ait mis 13,7 milliards d'années pour parcourir une distance qui était initialement de 40 millions d'années-lumière vient du fait qu'à l'époque de son émission, un photon du fond diffus cosmologique voyageait en ligne droite, mais que pendant l'intervalle où il avançait d'un kilomètre, la région dans laquelle nous nous trouvons s'était éloignée de bien plus d'un kilomètre du fait de l'expansion de l'Univers, un peu à l'image d'un marcheur qui prendrait un tapis roulant à contre-sens et qui marcherait moins vite que le tapis. Ce n'est que quand l'expansion de l'Univers ralentit suffisamment que les photons peuvent finalement se rapprocher de leur point de destination. Avant cela, bien qu'ils se dirigent vers celui-ci, ils s'en éloignent constamment.

## Épaisseur de la surface de dernière diffusion
Le terme de « surface » de dernière diffusion reste un peu trompeur, car il suggère que les interactions entre photons et électrons étaient très nombreuses et se sont instantanément arrêtées à un instant donné. En pratique, la recombinaison ne s'est pas produite instantanément, le processus s'est étalé sur quelques dizaines de milliers d'années. Certains des photons que l'on observe dans le fond diffus cosmologique ont été émis alors que l'Univers avait 350 000 ans, d'autres quand il avait 400 000 ans. La « surface » de dernière diffusion est donc plutôt une « coquille » qui possède une certaine épaisseur. Néanmoins, cette épaisseur est relativement faible par rapport à son rayon, et il n'est pas aberrant d'approximer cette coquille à une surface mince dans un premier temps. Néanmoins, le fait que l'époque de dernière diffusion soit étalée dans le temps joue un rôle tout à fait mesurable dans la structure à petite échelle des anisotropies du fond diffus cosmologique observées par le satellite WMAP.

## Surface de dernière diffusion ethorizon cosmologique
La surface de dernière diffusion est par définition la région la plus lointaine que l'on puisse observer. Une région plus lointaine encore aurait dû émettre sa lumière plus tôt pour nous parvenir, car la distance à parcourir pour les photons depuis cette région serait plus grande. Or un rayonnement émis plus tôt par cette région le sera avant la recombinaison, et sera immédiatement diffusé par les électrons libres. Ainsi, il n'est pas possible de voir cette région, de la même façon que l'on ne voit que la surface d'une étoile et pas son intérieur. Pour cette raison, la surface de dernière diffusion est parfois appelée, un peu abusivement horizon, car aucun signal électromagnétique ne peut nous parvenir depuis des régions plus lointaines.
Cependant, il peut exister d'autres messagers se déplaçant à la vitesse de la lumière et n'interagissant pas, ou très peu, avec la matière : il s'agit des neutrinos et des gravitons. De la même façon que l'Univers est passé d'un état opaque à un état transparent pour les photons, il en a fait de même pour les neutrinos. L'époque charnière entre ces deux états est appelée découplage des neutrinos, et s'est produite plus tôt dans l'histoire de l'Univers. Celui-ci était âgé d'une fraction de seconde et avait une température de l'ordre de 10 milliards de degrés. À ce moment où l'Univers est devenu transparent aux neutrinos, ceux-ci se sont mis à voyager en ligne droite jusqu’à maintenant. Ces neutrinos originaires du Big Bang forment ce que l'on appelle le fond cosmologique de neutrinos, dont l'existence est avérée par les résultats de la nucléosynthèse primordiale, mais dont la détection directe semble largement hors de portée des moyens observationnels à long, voire à très long terme.
Un phénomène similaire se produit pour les ondes gravitationnelles. Celles-ci peuvent se propager librement dans l'Univers depuis l'ère de Planck. Des ondes gravitationnelles existent probablement depuis le Big Bang, mais leur détection extrêmement délicate fait qu'elles n'ont pu être observées. De plus, il y a probablement eu une phase d'expansion accélérée dans l'Univers primordial, appelée inflation cosmique. Bien que techniquement parlant les ondes gravitationnelles puissent se propager librement dans l'Univers depuis avant l'inflation, il est de coutume de dire que le fond cosmologique d'ondes gravitationnelles est issu de l'inflation, car c'est cette époque qui a façonné ces ondes sous la forme qu'elles ont probablement encore aujourd'hui. La détection de ces ondes gravitationnelles primordiales est un des enjeux majeurs de la cosmologie moderne, car elle permettrait d'obtenir des informations directes et très précieuses sur l'époque et la physique de la phase d'inflation.